# خوان لوپز
خوان لوپز (انگلیسی: Juande؛ زادهٔ ۱۲ اوت ۱۹۸۶) بازیکن فوتبال اهل اسپانیا است که در پست هافبک دفاعی بازی می‌کند. او در حال حاضر بازیکن آزاد است. او که در بتیس به یک بازیکن حرفه‌ای تبدیل شد، در مجموع ۸۰ بازی و ۳ گل برای این تیم از جمله سه فصل حضور در لا لیگا به ثمر رساند.
وی همچنین در تیم ملی فوتبال زیر ۲۱ سال اسپانیا بازی کرده‌است.